# Шалготар'ян
Ша́лґотар'ян або Шалгів-Тарʼяни (угор. Salgótarján, чеськ. і словац. Šalgov-Tarjany) — місто в Угорщині, адміністративний центр медьє Ноград.

## Народилися
Калман Холлай — угорський актор театру та кіно.